# چالک‌رود
چالَکرود نام روستایی است از توابع بخش دالخانی شهرستان رامسر در استان مازندران کشور ایران است .
تا سال ۱۳۹۰ شمسی مقبره دو یونانی به نام‌های «لئونیداس میکلیدیس» (ΛΕΩΝΙΔΑΣ ΜΙΧΑΗΛΙΔΗΣ) درگذشته در ۱۹۱۷ میلادی معروف به «لیان صاحب» و زنی دیگر به نام «آناستازیا کاساندرا» (ΑΝΑΣΤΑΣΑ ΚΑΣΣΑΝΔΡΑ) درگذشته در ۱۹۱۷ میلادی در نزدیکی مسجد این روستا وجود داشت که به دلیل تعریض جادهٔ اصلی تخریب شد. البته این مقبره سالها قبل توسط خانوادهٔ این دو یونانی خالی شده بود. اطلاعات زیاد و درستی از چگونگی و دلیل دفن آنها در این منطقه در دست نیست.
همچنین پل فلزی چالکرود یکی از جاذبه‌های تاریخی فرهنگی این روستا است که توسط مهندسینی از شرکت اشکوداوُرکس که در زمان اشغال چکسلواکی توسط آلمان نازی به بخشی از en:Reichswerke Hermann Göring تبدیل شده بود، در دوران سلطنت پهلوی اول بر روی رودخانه چالکرود ساخته شده‌است.

## جمعیت
این روستا در دهستان چهل‌شهید قرار گرفته و مرکز این دهستان بشمار می‌آید. بر اساس سرشماری مرکز آمار ایران در سال ۱۳۹۵، جمعیت آن ۵۷۷ نفر (۲۲۱ خانوار) بوده‌است.

## رودخانه چالک‌رود
رودخانه چالک‌رود مرز مشترک رامسر با تنکابن است..
این رودخانه از چشمه‌های کوه‌های سمت شرقی اشکور علیا – بلور کوه (شاه سفید کوه) – سیاهکوه – اریه – نیر دره – سرگلچال – میثم سرا – شیرگاه – لاکتراشان – جهک – هلوستان – خشتله – بال گردن – گلین – آغوز کوتی – کوه‌های جنت رودبار سرچشمه گرفته پس از پیوستن به هم و عبور از روستاهای: گالش محله – شوستا – پس از گذشتن از زیر پل بزرگ آهنی به دریا می‌ریزد.